# Gaer (Newport)
Pour les articles homonymes, voir Gaer.
Gaer (en anglais) ou Y Gaer (en gallois) est un quartier de la ville de Newport, au pays de Galles, disposant du statut de communauté.

## Géographie
Gaer se situe au sud-ouest du centre-ville de Newport. La communauté comprend également les quartiers de Maesglas (en) et Stelvio.

## Démographie
Au recensement de 2011, la communauté de Gaer comptait 8 721 habitants.